# Silverstoneia
Silverstoneia – rodzaj płazów bezogonowych z podrodziny Colostethinae w rodzinie drzewołazowatych (Dendrobatidae).

## Zasięg występowania
Rodzaj obejmuje gatunki występujące od południowo-zachodniej Kostaryki do południowo-zachodniej Kolumbii, poniżej 1600 m n.p.m..

## Systematyka

### Etymologia
Silverstoneia: Philip Arthur Silverstone-Sopkin (ur. 1939), amerykański botanik i herpetolog.

### Podział systematyczny
Do rodzaju należą następujące gatunki:
- Silverstoneia dalyi Grant & Myers, 2013
- Silverstoneia erasmios (Rivero & Serna, 2000)
- Silverstoneia flotator (Dunn, 1931)
- Silverstoneia gutturalis Grant & Myers, 2013
- Silverstoneia minima Grant & Myers, 2013
- Silverstoneia minutissima Grant & Myers, 2013
- Silverstoneia nubicola (Dunn, 1924)
- Silverstoneia punctiventris Grant & Myers, 2013